# José Pékerman
José Néstor Pékerman Krimen  (* 3. September 1949 in Villa Domínguez, Entre Ríos) ist ein argentinisch-kolumbianischer Fußballtrainer. Von 2004 bis 2006 war er Trainer der argentinischen Nationalmannschaft, anschließend trainierte er unter anderem die kolumbianische Nationalmannschaft.

## Karriere
Seine kurze Karriere als Spieler musste Pékerman im Alter von 28 Jahren aufgrund einer Knieverletzung beenden. Zuvor hatte er für Argentinos Juniors (1970–1974) und Independiente Medellín (1974–1977) gespielt. Pékerman wurde nach seinem Karriereende nicht sofort Trainer, sondern arbeitete während der Weltmeisterschaft 1978 als Taxifahrer.
Von 1982 bis 2004 war Pékerman in unterschiedlichen Positionen verantwortlich für die Jugendarbeit des argentinischen Verbandes. Unter Pékerman als Juniorentrainer wurde Argentinien dreimal U-20-Weltmeister in den Jahren 1995, 1997 und 2001. Nach Marcelo Bielsas Rücktritt Ende 2004 wurde José Pékerman Nationaltrainer ohne jemals zuvor einen Erstligisten trainiert zu haben. Seine Ernennung war umstritten. Maradona und die heimische Presse warfen ihm vor, nur ein „Jugendtrainer“ zu sein. Fast alle argentinischen Nationalspieler sind ihm aus diversen Jugendmannschaften bekannt.
Pékerman brachte das Team in der WM-Qualifikation für 2006 auf die Erfolgsspur zurück. Die Argentinier absolvierten unter ihm bereits das Eröffnungsspiel des Konföderationen-Pokals 2005 gegen Tunesien in Köln. Mit dem Anspruch, in das Finale zu gelangen, war er mit seiner Mannschaft zur Weltmeisterschaft 2006 nach Deutschland gereist, schied jedoch im Viertelfinale gegen die deutsche Mannschaft nach Elfmeterschießen aus und trat daraufhin noch am gleichen Tag zurück. Pékerman hatte beim Stand von 1:0 für sein Team seinen Spielmacher Juan Román Riquelme in der 72. Minute vom Feld genommen und konnte so nach dem Ausgleich in der 80. Minute nicht mehr so reagieren, wie es mit seinem Mittelfeldregisseur möglich gewesen wäre. Nach einem Jahr ohne Trainertätigkeit übernahm Pékerman zur Saison 2007/08 von seinem Landsmann Américo Gallego das Traineramt beim mexikanischen Erstligisten Deportivo Toluca. Ab dem 25. Februar 2009 war er Trainer des mexikanischen Erstligisten UANL Tigres.
Von 2012 bis 2018 war Pékerman Trainer der kolumbianischen Nationalmannschaft. Dabei schaffte er die WM-Qualifikation nach Brasilien und nach Russland. In Brasilien stoppte ihn erst die brasilianische Nationalmannschaft im Viertelfinale. Für die WM 2018 in Russland qualifizierte er sich mit Kolumbien als Viertplatzierte der Südamerika-Qualifikation. Bei der WM wurden die Kolumbianer Gruppensieger vor Japan, dem Senegal und Polen, verloren dann aber im Achtelfinale gegen England im Elfmeterschießen, das damit erstmals ein Elfmeterschießen bei einer WM gewann. Danach endete seine Tätigkeit in Kolumbien.
Am 30. November 2021 wurde er in der laufenden Qualifikation für die WM 2022 Trainer der venezolanischen Mannschaft, die zu dem Zeitpunkt auf dem letzten Platz der Qualifikationsgruppe lag. Im ersten Spiel unter seiner Leitung konnte Venezuela mit 4:1 gegen Bolivien gewinnen. Da das zweite Spiel unter seiner Leitung gegen die Mannschaft seines Heimatlandes mit dem gleichen Ergebnis verloren wurde, hatte Venezuela vor den letzten beiden Spielen keine Chance mehr, sich für die WM zu qualifizieren. Anfang März 2023 trat Pékerman von seinem Posten als venezolanischer Nationaltrainer zurück.